# Dyckia beateae
Espèce
Classification APG III (2009)
Dyckia beateae est une espèce de plantes de la famille des Bromeliaceae, endémique du Brésil et décrite en 1991.

## Distribution
L'espèce est endémique de l'État de Mato Grosso dans le centre du Brésil.

## Description
Selon la classification de Raunkier, l'espèce est chamaephyte ou hémicryptophyte.